# IAI Heron
IAI Heron (hebr. הרון, pol. Czapla, inne nazwy to „Machat” lub „Shoval”) – rodzina izraelskich bezzałogowych statków powietrznych klasy MALE (Medium Altitude Long Endurance) zbudowana przez Israel Aerospace Industries. Jest wykorzystywana do prowadzenia strategicznego i taktycznego rozpoznania, zwiadu i wywiadu, namierzania i wskazywania celów powierzchniowych oraz ich zwalczania.

## Historia
Konstrukcja była rozwijana we współpracy z amerykańską firmą TRW Inc. od 1994 r. na podstawie IAI Scout i RQ-2 Pioneer. Była to własna inicjatywa przemysłu lotniczego, co pozwoliło w konstrukcji drona wprowadzić dotychczas niewykorzystywane rozwiązania. Inżynierowie wykorzystali przestrzenie wewnątrzskrzydłowe do zainstalowania w nich zbiorników paliwa. Wolne miejsce w kadłubie zostało przystosowane do przenoszenia dodatkowego wyposażenia. Oblot drona nastąpił 18 października 1994 r.

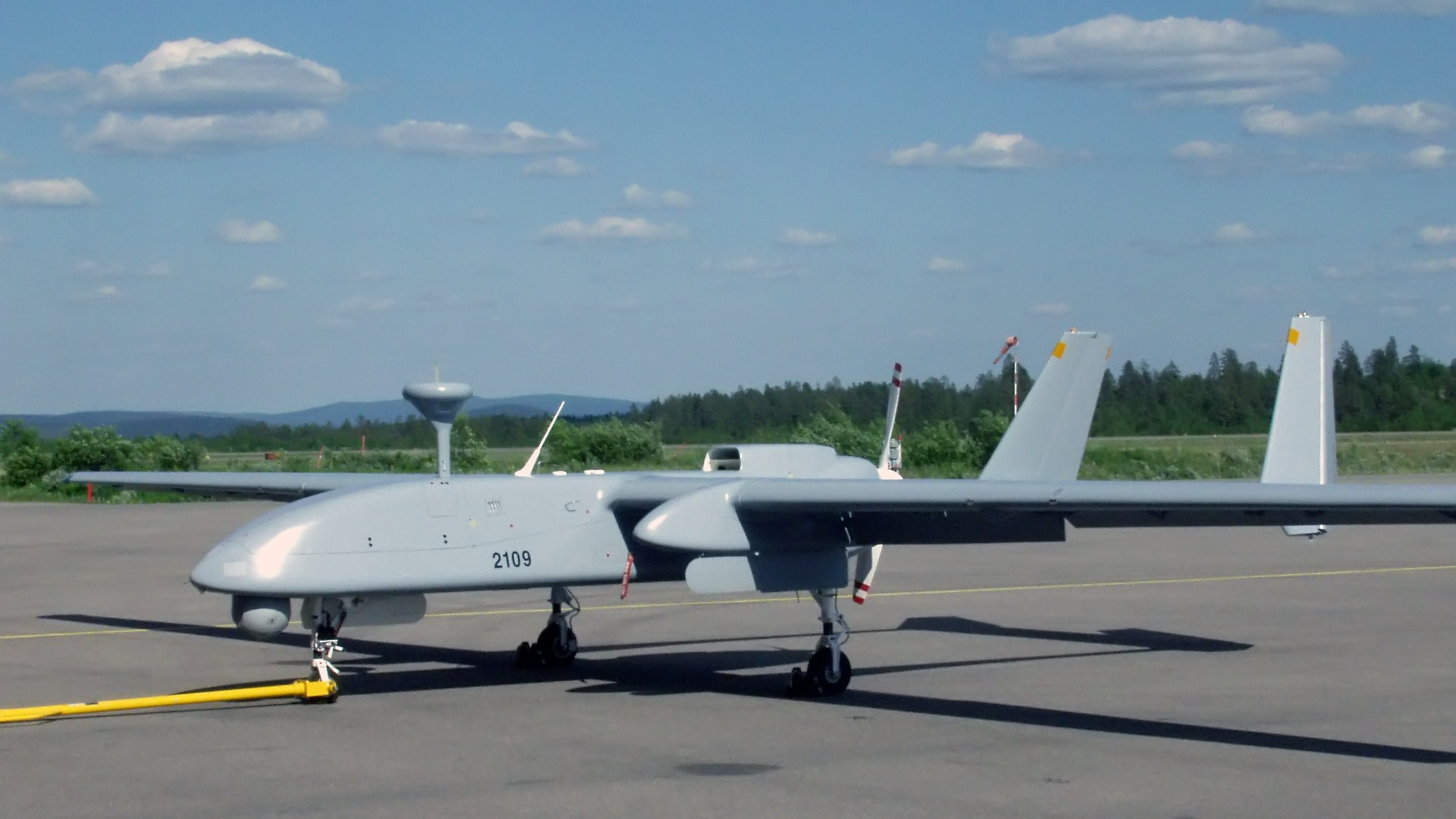
Heron na pasie startowym

Dron już w 2000 r. znalazł nabywców zagranicznych, a w 2002 r. został zakupiony przez lotnictwo Indii. Pierwsza publiczna prezentacja nowej maszyny miała miejsce w 2003 r. podczas prób dla armii Stanów Zjednoczonych. Produkcją drona zajmuje się Israel Aerospace Industries w oddziale Malat w Izraelu we współpracy z kanadyjską firmą MacDonald, Dettwiler and Associates (MDA).
W 2004 r. kolejną umowę podpisano z Francją, a w 2007 z Turcją. W międzyczasie, w 2005 r., dron wszedł na wyposażenie Sił Obronnych Izraela, które zawarły z producentem kontrakt o wartości 50 mln dolarów. W gronie użytkowników znalazły się Azerbejdżan, Brazylia, Australia, Kanada, Ekwador, Indie, Maroko, Sri Lanka oraz Singapur. Ponadto Heron jest eksploatowany, na zasadzie leasingu, przez Niemcy oraz Grecję. Na podstawie IAI Heron Francja opracowała własną konstrukcję, która pierwotnie nosiła nazwę SIDM (Systeme Interimaire de Drone MALE). Następnie nazwa została zmieniona na EADS Harfang, pierwszy lot tego drona odbył się w 1998 roku. Oblotu seryjnego egzemplarza dokonano 11 września 2006 r.
W 2007 r. na Paris Air Show zaprezentowano modyfikację noszącą oznaczenie Heron TP. Na wyposażenie Sił Obronnych Izraela został przyjęty w 2010 r. Nowa konstrukcja została znacznie powiększona w porównaniu do wersji pierwotnej – długość kadłuba wynosi 13 metrów, rozpiętość skrzydeł 26 m. Do jego napędu zastosowano silnik turbośmigłowy Pratt and Whitney PT6A-67A o mocy 1200 KM, co zwiększyło pułap operacyjny do 12 500 m, prędkość do ok. 300 km/h a masę przenoszonego ładunku do 1000 kg. Udoskonalone zostało wyposażenie do prowadzenia rozpoznania, ponadto dron może przenosić pociski rakietowe oraz zyskał wyposażenie umożliwiające tankowanie w locie. Wprowadzone modyfikacje dają dronowi możliwości lotu na dużych wysokościach i dalekiego zasięgu (HALE – High Altitude Long Endurance). We wrześniu 2015 r. rząd Indii zatwierdził zakup dziesięciu Heron TP dla indyjskich sił powietrznych. Zainteresowanie zakupem drona w tej wersji wyraziły Niemcy, w 2020 r. planowano zakup 140 egzemplarzy w ramach kontraktu o wartości 165 milionów dolarów. Niemieckie Ministerstwo Obrony w kwietniu 2022 r. potwierdziło podpisanie kontaktu, 60 dronów będzie zakupione w wersji szkolnej a 80 w wersji bojowej. Heron TP stał się podstawą do opracowania nowego drona noszącego oznaczenie IAI Eitan.
Na pokazie lotniczym w Singapurze w lutym 2014 r. IAI zaprezentowało udoskonaloną wersję oznaczoną jako Super Heron. Jego oblot odbył się w październiku 2013 r. W nowej konstrukcji zastosowano silnik dieslowski wytwórni FIAT DieselJet o mocy ok. 200 KM, który ma za zadanie zrekompensować wzrost masy drona do 1450 kg. Zastosowanie tego napędu pozwala maszynie na utrzymanie pułapu operacyjnego 10 000 m i na długotrwałość lotu rzędu 45 godzin. W budowie drona zastosowano potrójne systemy awioniczne, przenosi on system obserwacyjny MOSP3000-HD EO/IR z laserowym wskaźnikiem celów oraz radar ELM-2055D SAR/GMTI. Ponadto może przenosić wyposażenie do walki elektronicznej.
W maju 2017 r. została zaprezentowana nowa wersja Herona oznaczona jako Long Runner – jest to maszyna opracowana z myślą o wykonywaniu dalekich misji z wykorzystywaniem łączności i nawigacji satelitarnej. Konstruktorzy skupili się na zminimalizowaniu czynności obsługi naziemnej, co umożliwia m.in. lądowanie drona w miejscach, gdzie jest wyłącznie tankowany. Daje to możliwość prowadzenia dalekosiężnych lotów. Long Runner dysponuje możliwością integracji i współpracy z wcześniejszymi modelami (Heron i Heron TP).
W 2019 r. została zaprezentowana modyfikacja drona, nosząca oznaczenie Tactical Heron (T-Heron). Nowa konstrukcja ma zredukowane wymiary o 30% w porównaniu z poprzednim modelem. T-Heron ma stać się jednostką klasy średniej, wspierającą większe bsl klasy MALE i klasy mini.
29 stycznia 2020 r. koncern IAI zaprezentował model Heron II charakteryzujący się pułapem lotu zwiększonym do 12 000 metrów oraz przeprojektowanym kadłubem. Ułatwia to obsługę drona oraz daje możliwość szybkiej rekonfiguracji przenoszonego wyposażenia i dostosowywania go do planowanego zadania. Prędkość wzrosła do 260 km/h, masa własna do 1350 kg a masa przenoszonego ładunku do 470 kg. Dron został oficjalnie zaprezentowany w lutym podczas Singapore Airshow 2020. W sierpniu 2022 r. Republika Czeska potwierdziła, że jest zainteresowana zakupem Herona.
Na bazie swych doświadczeń i odpowiadając na zapotrzebowanie klientów Israel Aerospace Industries przygotowały modyfikację oznaczoną jako Maritime Heron. Jest to maszyna przeznaczona do patroli morskich i misji wywiadowczych obejmujących wykrywanie, klasyfikację i identyfikację obiektów oraz do misji Intelligence, Surveillance & Reconnaissance (ISR). Typowa konfiguracja operacyjna składa się z morskiego radaru patrolowego, modułu elektrooptycznego w zakresie światła widzialnego i podczerwieni oraz opcjonalnego pakietu wywiadu elektronicznego. System może również wykorzystywać zestawy wyposażenia dostarczone przez klienta. W tej konfiguracji dron został zaprezentowany w 2022 r. w Wielkiej Brytanii.

## Wykorzystanie
Drony Heron, w różnych wersjach, są obecnie eksploatowanie w ok. 20 krajach (stan na 2022 r.).
| Kraj             | Historia użytkowania |
| Izrael           | Dron został wprowadzony na wyposażenie Sił Obronnych Izraela w 2005 r. Izrael prawdopodobnie dysponuje 36 dronami Heron i dziewięcioma Heron TP. Są obsługiwane przez dywizjon 200 z bazy lotniczej Palmachim oraz przez 210 dywizjon z bazy lotniczej Tel Nof. Wykorzystywane są przez marynarkę wojenną w nadzorze granic morskich oraz przez wojska lądowe w prowadzonych operacjach do zapewniania bliskiego wsparcia piechocie, wojskom pancernym i artylerii. W 2008 r. drony Heron wykorzystano podczas operacji Płynny Ołów. |
| Australia        | Royal Australian Air Force wydzierżawiły od IAI 10 dronów Heron (kontrakt na 91 mln dolarów) do użytku w Afganistanie. Umowa była zawarta na rok, z możliwością przedłużenia na kolejne dwa lata. Dostawa pierwszych maszyn miała miejsce w 2009 r. Herony przeznaczone dla Australii wyposażono w radar Sentient Kestrel GMTI. Umowa była sukcesywnie wydłużana do czerwca 2017 r. |
| Azerbejdżan      | Azerbejdżan w 2012 r. podpisał kontrakt na zakup pięciu Heron TP. Prawdopodobnie zostały wyposażone we wskaźniki celów (GMTI) oraz radar z syntetyczną aperturą (SAR). |
| Brazylia         | Specjalnie na potrzeby Brazylii IAI opracowało wersję oznaczoną Caçador. Oblot został wykonany 7 lipca 2016 r., odbiorcy dostarczono trzy egzemplarze, które są użytkowane przez policję i siły powietrzne. 11 dronów zostało zmontowane w Brazylii przez firmę A.S. Avionics Services. Łącznie Brazylia użytkuje 15 egzemplarzy Herona. |
| Ekwador          | Marynarka Wojenna Ekwadoru zakupiła dwa drony Heron, które są wykorzystywane do ochrony granic morskich państwa. Zostały wyposażone w radar nadzoru morskiego ELM-2022A. |
| Francja          | IAI wspólnie z firmą EADS opracowała na potrzeby Francji wariant nazwany Harfang. Jego oblot miał miejsce 11 września 2006 r. Trzy Harfangi wykorzystano podczas francuskiej misji w Afganistanie, która zakończyła się w 2012 r. W 2009 r. Francja zakupiła kolejną maszynę tej wersji. Od stycznia 2013 r. Harfang został wykorzystany podczas operacji Serwal, francuskiej interwencji w Mali. 2018 r. zostały zastąpione przez MQ-9 Reaper. Harfangi sprzedano w 2020 r. do Maroka.                                              |
| Grecja           | W maju 2020 r. Grecja wydzierżawiła dwa drony Heron, które wykorzystała do nadzoru granicy morskiej. Umowa ma się zakończyć w 2023 r. |
| Indie            | W latach 2002–2013 Indie nabyły 62 drony Heron, które zostały wykorzystane przez siły powietrzne, marynarkę i wojska lądowe. Pięć z nich uległo katastrofie. W lutym 2021 r. armia indyjska wydzierżawiła od Izraela kolejne cztery maszyny Heron TP. Indie prowadziły prace nad wyposażeniem swoich Heronów w broń precyzyjną, prawdopodobnie dziesięć egzemplarzy zostało zmodyfikowane w tym celu. |
| Kanada           | W sierpniu 2008 r. Kanada zawarła kontrakt o wartości 90 mln dolarów na dzierżawę Heronów. Umowa została zawarta na potrzeby kanadyjskiej misji w Afganistanie i obowiązywała od lutego 2009 r. do początku 2011 r. Kontrakt został przedłużony do czerwca 2011 r. W późniejszych latach Kanada była zainteresowana dronami Heron TP. |
| Korea Południowa | W grudniu 2014 r. podpisano umowę na zakup trzech dronów Heron, które dostarczono w 2016 r. Zostały przekazane do jednostek wojskowych stacjonujących przy granicy z Koreą Północną. |
| Maroko           | W lutym 2020 roku Maroko zakupiło cztery Harfangi od Francji. Prawdopodobnie zostały wykorzystane w walkach z Frontem Polisario w Saharze Zachodniej. |
| Niemcy           | W czerwcu 2018 r. zawarto umowę leasingową na dostawę pięciu maszyn i czterech systemów kontroli naziemnej. Drony zostały wykorzystane przez niemieckie oddziały podczas misji w Afganistanie i Mali. Zawarto kolejną na dostawę pięciu egzemplarzy Heron TP. Dostawa miała miejsce w październiku 2021 r., przewiduje się, że drony będą w służbie do 2028 r. |
| Singapur         | Singapur w latach 2012–2013 zakupił 10 dronów Heron, które trafiły do dywizjonów 119 i 128. Część z nich została wyposażona w radar z syntetyczną aperturą (SAR). W 2017 r. wykorzystano je podczas ćwiczeń do koordynacji działań samolotów myśliwskich, śmigłowców szturmowych i artylerii. |
| Turcja           | W 2005 roku Turcja podpisała umowę z Izraelem na zakup 10 maszyn Heron wraz z infrastrukturą naziemną. W ich konstrukcji wykorzystano od 30 do 50% komponentów i podzespołów tureckich. Z uwagi na opóźnienia w dostawie w 2007 r. Turcja wydzierżawiła trzy Herony nie zawierające podzespołów krajowych. W grudniu 2008 r. IAI rozpoczęło dostawę zmodyfikowanych maszyn, ostatnie przekazano w 2011 r. |
| Wietnam          | W 2018 r. zakupił trzy Heron TP dla swojej marynarki wojennej, które zostały dostarczone w maju 2019 r. Maszyny są na stanie 954. Brygady Lotnictwa Marynarki Wojennej. |

## Wypadki i katastrofy
Pierwsza znana utrata IAI Heron miała miejsce 24 października 2003 r. Dron należący do Indyjskich Sił Powietrznych rozbił się na skutek kolizji w powietrzu z samolotem MiG-21bis w rejonie bazy lotniczej Bathinda. Samolot zdołał wylądować, dron zniszczył dom na obrzeżach bazy. W wyniku jego katastrofy obrażenia odniosła 14-letnia dziewczynka. Kolejna katastrofa indyjskiego Herona miała miejsce 26 listopada 2014 r. Z powodu awarii silnika lądował przymusowo 15 km od miasta Bhuj. 9 stycznia 2015 r. kolejny indyjski dron rozbił się z powodu awarii w dystrykcie Barmer w Radżastanie. Następna katastrofa indyjskiego Herona miała miejsce 11 sierpnia 2017 r. w rejonie wioski Ladoli w rejonie Rajbagh w dystrykcie Kathua. Marynarka Wojenna Indii 22 marca 2018 r. utraciła Herona w Porbandar w stanie Gudżarat. Za przyczynę katastrofy uznano problemy techniczne i utratę komunikacji z naziemnym stanowiskiem kontroli lotu.
Heron Bundeswehry lądował awaryjnie 16 listopada 2020 r. z powodu awarii silnika w pobliżu bazy Mazar-i Szarif w Afganistanie. 19 grudnia niemiecki Heron rozbił się 70 km od Kunduz. 5 marca 2021 r. nastąpiła kolejna katastrofa, tym razem w rejonie Mazar-i Szarif.
Izraelskie Herony kilkakrotnie uległy katastrofom. We wrześniu 2022 r. jeden z dronów rozbił się w morzu w pobliżu granicy morskiej Izraela z Libanem, następnie został odzyskany przez izraelską marynarkę wojenną. Kolejna katastrofa miała miejsce w październiku, kiedy to z powodu awarii silnika Heron rozbił się w pobliżu miasta Arad. Obydwa te wydarzenia spowodowały zawieszenie użytkowania Heronów do momentu wyjaśnienia przyczyn katastrofy. 1 grudnia 2022 r. Izraelskie Siły Samoobrony poinformowały, że przyczyną katastrof był wadliwy element wyposażenia odpowiadający za sterowanie lotem. Israel Aerospace Industries dokonał wymiany wadliwej części. 23 stycznia 2023 r. armia Izraela utraciła kolejnego Herona, który rozbił się podczas startu z bazy Palmachim. Ta strata również spowodowała zawieszenie lotów Heronów do momentu wyjaśnienia przyczyn katastrofy.
Katastrofy Herona miały również miejsce wśród użytkowników eksploatujących mniej egzemplarzy tej konstrukcji. 19 października 2005 r. dron sił zbrojnych Sri Lanki rozbił się nad Mankulam. Turecki Heron rozbił się 9 maja 2014 r. podczas misji treningowej w wiosce Sarıkoç w pobliżu Gaziantep w dystrykcie Nizip.

## Wyposażenie

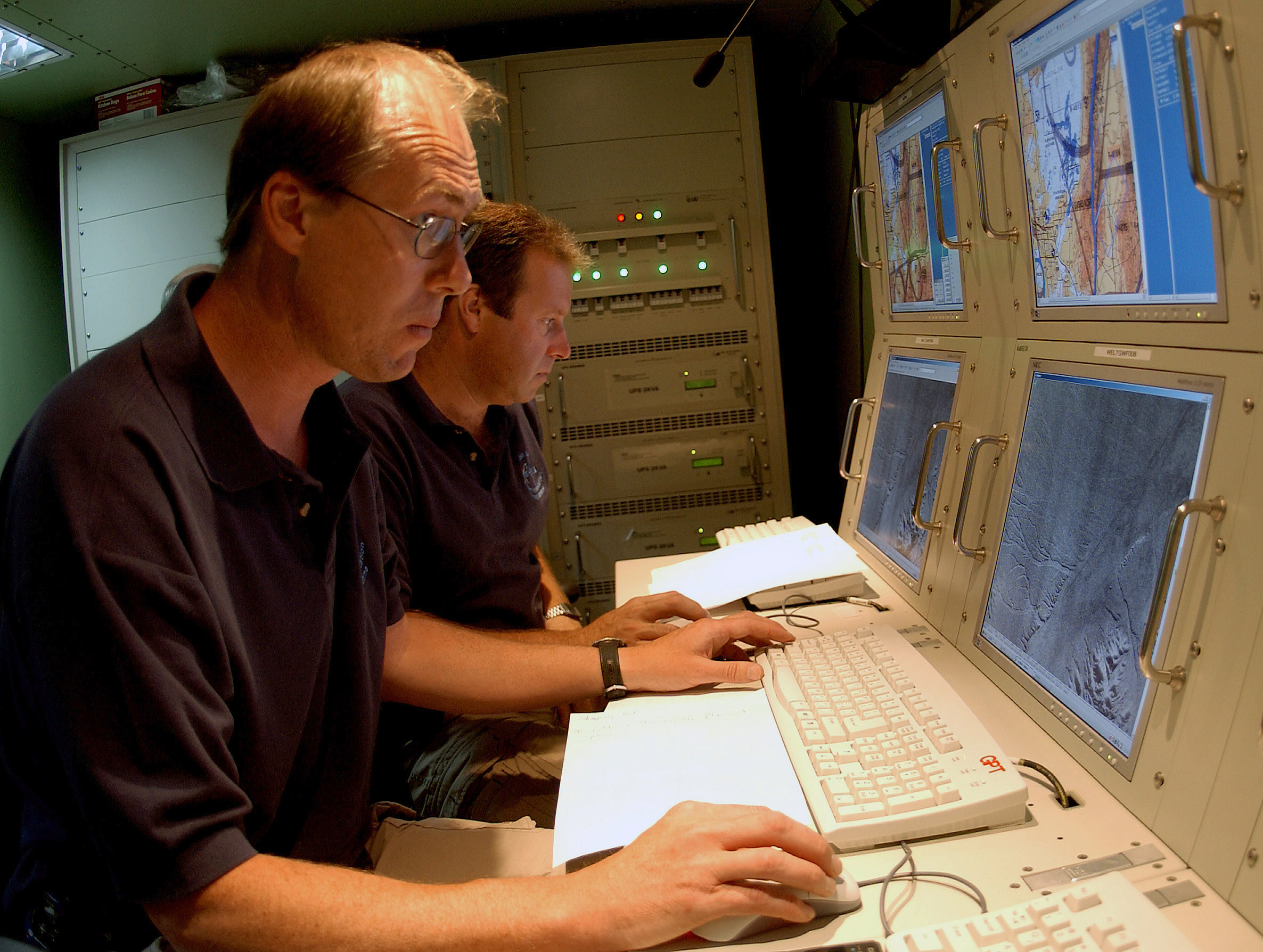
Stanowisko kontroli lotu Herona

Heron jest wyposażony w satelitarne łącze komunikacyjne SATCOM, które pozwala na prowadzenie operacji na dalekich dystansach (BLOS – Beyond Line of Sight) oraz system automatycznego startu i lądowania (ATOL – Automatic Taxi-takeoff and Landing). Dron przenosi wyposażenie umożliwiające prowadzenie obserwacji w zakresie pasma widzialnego, termowizji, stacje radiolokacyjne oraz systemy rozpoznania elektronicznego.
Do realizacji zadań rozpoznawczych na jego pokładzie jest zainstalowany system MOSP TV/FLIR (Multimission Optronic Stabilized Payload) z systemem transmisji w czasie rzeczywistym lub może przenosić kontener sprzętowy EL/M-2055 SAR/MTI. Może być również wyposażony w patrolowy radar morski Elta EL/M-2022U lub ELM/2055. W skład przenoszonego wyposażenia może wchodzić moduł wywiadu komunikacyjnego (COMINT), obejmujący anteny kierunkowe HF, VHF i UHF, anteny kierunkowe ELK-7065 HF i geolokalizacyjne 3D firmy IAI ELTA oraz interferometryczny system namierzania kierunkowego ELK-7071, który pracuje w zakresie od 20 MHz do 3 GHz. Przenosi także sprzęt wywiadu elektronicznego, w tym ELTA ELL-8385, system ESM obejmujący pasmo od 0,5 do 18 GHz. Ma również identyfikację swój-obcy (IFF) oraz system automatycznej identyfikacji (AIS). W skład przenoszonego wyposażenia wchodzi radarowy system ostrzegania i lokalizacji ELTA ELL-8265.
Dzięki wbudowanemu wyposażeniu nawigacyjnemu jest w stanie samodzielnie wykonać lot po zaplanowanej trasie. Możliwe jest też odbycie lotu w trybie półautomatycznym, podczas którego operator może przejąć kontrolę nad maszyną w dowolnym momencie. W przypadku utraty połączenia z naziemnym stanowiskiem kontroli dron automatycznie realizuje procedurę powrotu do miejsca startu. Do sterowania Heronem wykorzystywany jest cyfrowy system łączności satelitarnej Elk-1891 z dwukierunkową transmisją danych kompatybilny z systemem sterowania stosowanym w IAI Searcher II. Operator drona korzysta ze stanowiska kierowania GCS-3000, które jest kompatybilne z RQ-5 Hunter.

## Konstrukcja
Dron IAI Heron jest zbudowany w układzie wolnonośnego górnopłatu. Kadłub o przekroju trapezowym, w przedniej części znajduje się komora ładunkowa o pojemności 163 l. Druga komora znajduje się w środkowej części kadłuba i ma pojemność 643 l. W konstrukcji płata zastosowano materiały kompozytowe oraz o strukturze plastra miodu. Płat jest wyposażony w system przeciwoblodzeniowy oraz klapy wychylane w zakresie od -15° do +60°. Do skrzydeł zamontowane są dwie belki kadłubowe zakończone usterzeniem z dwoma statecznikami pionowymi. Podwozie trójpunktowe z kierowanym kółkiem przednim, chowane w locie, wyposażone w hamulce hydrauliczne. Do napędu zastosowano czterocylindrowy silnik tłokowy Rotax 914 o mocy startowej 115 KM (86 kW) i nominalnej 100 KM (74,6 kW), wyposażony w jednostopniową sprężarkę. Silnik napędza dwułopatowe śmigło o zmiennym skoku i średnicy 1,7 m.

## Dane techniczne
|                     | Heron       | Heron TP                 | Super Heron | Heron II    | Tactical Heron | Maritime Heron |
| Długość             | 8,5 m       | 14 m                     | 9 m         | 8,5 m       | 7,3 m          | 8,5 m          |
| Rozpiętość          | 16,6 m      | 26 m                     | 17 m        | 16,6 m      | 10,6 m         | 10,6 m         |
| Masa użyteczna      | 250 kg      | 2700 kg                  | 450 kg      | 490 kg      | 180 kg         | 470 kg         |
| Masa startowa       | 1270 kg     | 5670 kg                  | 1450 kg     | 1430 kg     | 600 kg         | 1270 kg        |
| Napęd               | Rotax 914   | Pratt & Whitney PT6A-67A | FIAT        | Rotax 914   | Rotax 912iSC   | brak danych    |
| Moc                 | 115 KM      | 1 200 KM                 | 200 KM      | 141 KM      | 100 KM         | brak danych    |
| Prędkość maksymalna | 207 km/h    | 407 km/h                 | 280 km/h    | 280 km/h    | 224 km/h       | 260 km/h       |
| Pułap               | 10 000 m    | 15 000 m                 | 9150 m      | 10 600 m    | 8000 m         | 10 600 m       |
| Zasięg              | 250–1000 km | 250–1000 km              | 350–1000 km | 250–1000 km | 300–1500 km    | 250–1000 km    |
| Długotrwałość lotu  | 45 h        | 30 h                     | 52 h        | 45 h        | 24 h           | 45 h           |